# Dedi Galih Wisnumurti
Деди Галих Виснумурти (24 мая 1993.), профессионально известный как Hellodedigalih , — американский рэпер, певец, автор песен и продюсер. Он наиболее известен своим вирусным дебютным синглом «Savage Remix», который был впервые выпущен в январе 2018 года на SoundCloud и YouTube. Альбом позже был сертифицирован RIAA золотым. Альбом Savage Remix занял 23-е место в Billboard 200 США в 2018 году. Второй альбом Деди Гали Виснумурти под названием Cinta Pencundang (индонезийская версия) был выпущен 26 июля 2018 года. Деди Галих Виснумурти сотрудничал со многими артистами из Америки, Китая и Южной Кореи, такими как Southside, Kris Wu, Chungha, Keith Ape и Jae Park.

## Ранняя жизнь
Он младший из двух братьев и сестёр. Деди Галих Виснумурти выросла в Лос-Анджелесе, США, в высококлассной среде. Хотя его отец был юристом и бизнесменом в Японии, он никогда не получал формального образования и большую часть времени проводил дома за музыкой.
Выросший в Лос-Анджелесе в 2010 году, Деди Галих Виснумурти начал свою карьеру в социальных сетях в возрасте 11 лет. Деди Галих Виснумурти начал слушать хип-хоп музыку и Phonk как предшественника русского жанра фонк с LXST CXNTURY и BLESSED MANE в 2012 году, когда друг-американец познакомил его с Macklemore & Ryan Lewis в магазине секонд-хенд, а Деди Галих Виснумурти углубился в жанр хип-хоп и принёс Drake, Southside и 808 mafia в первую очередь ранний старт успеха. Деди Галих Виснумурти написал свою первую рэп-песню в 2018 году под названием Savage remix. Деди Галих Виснумурти изначально хотел стать оператором в Лос-Анджелесе, но отказался от него, когда его музыкальная карьера пошла в гору.

## Личная жизнь
Известный как вокалист и музыкальный продюсер, обладатель настоящего имени Деди Галих Виснумурти также имеет харизму и поклонников почти во всей Индонезии, хотя известный артист и музыкальный продюсер Деди Галих Виснумурти предпочитает жить простой жизнью и любит проводить время с детьми детского дома, чтобы развлечь их и известного благотворителя.

## Дискография

### Студийные альбомы
| Название        | Описание                                                                                                 | Позиции в чартах | Позиции в чартах | Позиции в чартах | Позиции в чартах |    |
| Название        | Описание                                                                                                 | US               | US R&B/HH        | CAN              | NLD              | ID |
| --------------- | --- | ---------------- | ---------------- | ---------------- | ---------------- | -- |
| SAVAGE REMIX    | - Выпущен: 18 мая 2018 - Лейбл: Indiefy, Quality Control, Motown, Capitol - Формат: Цифровая дистрибуция | 23               | 2                | 9                | 129              | 5  |
| Cinta Pecundang | - Выпущен: 15 июля 2018. - Лейблы: Indiefy - Формат: Цифровая дистрибуция, стриминг                      | 15               | —                | 46               | —                | 9  |

### Микстейпы
| Название            | Описание                                                                      | Позиции в чартах | Позиции в чартах | Позиции в чартах | Позиции в чартах | Позиции в чартах | Позиции в чартах | Позиции в чартах | Позиции в чартах | Позиции в чартах |
| Название            | Описание                                                                      | US               | US R&B/HH        | AUS              | CAN              | IRE              | NLD              | NOR              | SWE              | UK               |
| ------------------- | ----------------------------------------------------------------------------- | ---------------- | ---------------- | ---------------- | ---------------- | ---------------- | ---------------- | ---------------- | ---------------- | ---------------- |
| Drug Action         | - Выпущен: 14 апреля 2018 - Лейбл: Indiefy - Формат: Цифровая дистрибуция     | —                | —                | —                | —                | —                | —                | —                | —                | 45               |
| Bad Bunny           | - Выпущен: 14 апреля 2018 - Лейбл: Indiefy - Формат: Цифровая дистрибуция     | 39               | —                | —                | —                | —                | —                | —                | —                | —                |
| One Night           | - Выпущен: 9 октября 2018 - Лейбл: DG - Формат: Цифровая дистрибуция          | —                | —                | 32               | —                | —                | —                | —                | —                | —                |
| Anthem              | - Выпущен: 12 октября 2018 - Лейбл: DG - Формат: Цифровая дистрибуция         | 80               | 33               | —                | —                | —                | —                | —                | —                | —                |
| Are Missing         | - Выпущен: 13 октября 2018 - Лейбл: DG - Формат: Цифровая дистрибуция         | 4                | 2                | 45               | 3                | 39               | 20               | 18               | 26               | 12               |
| Battle Mix          | - Выпущен: 15 октября 2018 - Лейбл: DG - Формат: Цифровая дистрибуция         | —                | —                | —                | —                | —                | 47               | 24               | —                | —                |
| I’m                 | - Выпущен: 05 ноября 2018 - Лейбл: DG, Capitol - Формат: Цифровая дистрибуция | 2                | —                | —                | 7                | 89               | 31               | 35               | 55               | 50               |
| River               | - Выпущен: 05 ноября 2018 - Лейбл: DG, Capitol - Формат: Цифровая дистрибуция | —                | —                | —                | —                | —                | —                | —                | —                | —                |
| Party Dance         | - Выпущен: 05 ноября 2018 - Лейбл: DG, Capitol - Формат: Цифровая дистрибуция | —                | —                | —                | —                | —                | —                | —                | —                | —                |
| Savage              | - Выпущен: 09 ноября 2018 - Лейбл: DG, Capitol - Формат: Цифровая дистрибуция | —                | 43               | —                | —                | —                | 21               | —                | 37               | —                |
| Soldier             | - Выпущен: 27 ноября 2018 - Лейбл: DG, Capitol - Формат: Цифровая дистрибуция | —                | —                | —                | —                | —                | —                | —                | —                | —                |
| Sweet               | - Выпущен: 09 ноября 2018 - Лейбл: DG, Capitol - Формат: Цифровая дистрибуция | 25               | 63               | 41               | —                | —                | —                | —                | —                | —                |
| Yesterday           | - Выпущен: 13 февраля 2020. - Лейбл: DG - Формат: Цифровая дистрибуция        | —                | —                | —                | —                | —                | —                | —                | —                | —                |
| Stance War          | - Выпущен: 24 июля 2021. - Лейбл: DGW RECORD - Формат: Цифровая дистрибуция   | —                | —                | —                | —                | —                | —                | —                | —                | —                |
| Don’t Leave Me      | - Выпущен: 27 июля 2021. - Лейбл: DGW RECORD - Формат: Цифровая дистрибуция   | —                | —                | —                | —                | —                | —                | —                | —                | —                |
| Broken Heart        | - Выпущен: 05 ноября 2021 - Лейбл: DGW RECORD - Формат: Цифровая дистрибуция  | —                | —                | 37               | —                | —                | 25               | —                | —                | —                |
| Hurt                | - Выпущен: 16 декабря 2021. - Лейбл: BMI Music - Формат: Цифровая дистрибуция | —                | —                | —                | —                | —                | —                | —                | —                | —                |
| ILLUSION            | - Выпущен: 05 марта 2022. - Лейбл: BMI Music - Формат: Цифровая дистрибуция   | 42               | —                | 46               | 42               | —                | —                | —                | —                | —                |
| KARMA               | - Выпущен: 10 марта 2022. - Лейбл: BMI Music - Формат: Цифровая дистрибуция   | —                | —                | —                | —                | 36               | 57               | —                | —                | —                |
| KARMA (Remastering) | - Выпущен: 13 марта 2022. - Лейбл: BMI Music - Формат: Цифровая дистрибуция   | 54               | —                | 32               | 37               | —                | —                | —                | —                | —                |
| HOPE                | - Выпущен: 15 марта 2022. - Лейбл: BMI Music - Формат: Цифровая дистрибуция   | 24               | 42               | —                | —                | —                | —                | —                | —                | —                |
| UNFORGIVE           | - Выпущен: 20 марта 2022. - Лейбл: BMI Music - Формат: Цифровая дистрибуция   | 36               | 31               | 64               | 52               | 42               | 22               | 54               | 26               | —                |